# Yuki Kobayashi
Yuki Kobayashi (n. 24 aprilie 1992, Tokyo⁠(d), Tōkyō, Japonia) este un fotbalist japonez.
În cariera sa, Kobayashi a evoluat la Tokyo Verdy, Júbilo Iwata și SC Heerenveen. Între 2016 și 2019, Kobayashi a jucat 8 meciuri pentru echipa națională a Japoniei.

## Statistici
| Japonia | Japonia | Japonia |
| An      | Meciuri | Goluri  |
| ------- | ------- | ------- |
| 2016    | 2       | 1       |
| 2017    | 2       | 0       |
| 2018    | 0       | 0       |
| 2019    | 4       | 0       |
| Total   | 8       | 1       |